# Sandberg
Sandberg è un comune tedesco di 2 792 abitanti, situato nel land della Baviera.